# Praterbuben
Praterbuben ist ein österreichischer Spielfilm aus dem Jahre 1946 von Paul Martin mit Hermann Thimig in der Hauptrolle. Die titelgebenden Praterbuben werden von den Wiener Sängerknaben dargestellt.

## Handlung
Der betagte Ferdinand arbeitet schon seit Jahrzehnten im Wiener Prater als Ausrufer und ist dadurch zum besonders bei den Kleinsten beliebten Wiener Original geworden. Als er sich mit seinem Temperament eines Tages besonders für einen vor dem Fahrgeschäft spielenden Jungen engagiert, wird er von seinem Chef entlassen. Dieser hatte das Kind angeschrieen und sich von dem kinderlieben Ferdinand eine Ohrfeige eingefangen. Die titelgebenden Praterbuben sind empört, dass der liebe, herzensgute Ferdinand für seinen mutigen Einsatz derart büßen musste und planen, ihn zu rächen. Dabei übertreibt es die Rasselbande ziemlich: Sie schwindeln und tricksen und fälschen sogar die Unterschrift unter ein Empfehlungsschreiben – und das alles nur, um dem Alten seinen Lebenstraum zu erfüllen: Die Aufführung einer von ihm verfassten Musikrevue. Bald ist die dafür benötigte, bislang leer stehende Theaterräumlichkeit gefunden. Die Premiere, in dem die Praterbuben ebenfalls auftreten, wird zu einem großen Erfolg und verhilft dem Theater zu einem Neubeginn.

## Produktionsnotizen
Die Dreharbeiten zu Praterbuben, dem dritten österreichischen Nachkriegsspielfilm, fanden ab Sommer bis Oktober 1946 in den Wiener Rosenhügel-Ateliers statt. Dort sollte auch die Uraufführung stattfinden, doch zeigte der von der sowjetischen Besatzungsmacht eingesetzte kommunistische Kulturstadtrat Viktor Matejka Bedenken: Ihm missfiel eine Szene, in dem einige Praterbuben im kindlichen Spiel in Cowboy-und-Indianer-Kleidung herumliefen und mit Spielzeuggewehren (Theaterrequisiten) hantierten. Er bemängelte generell die Anwesenheit von Waffen sowie die damit angeblich dargebotene Gewaltverherrlichung. Infolgedessen wurde der Film am 26. Dezember 1946 im Orion-Kino des schweizerischen Zürich uraufgeführt, während für die österreichische Premiere Schnitte vorgenommen werden mussten. So lief der Film in Wien erst am 7. Februar 1947 an. In Deutschland konnte man Praterbuben seit der Kölner Premiere am 21. Dezember 1948 sehen. Am 23. Dezember 1962 wurde der Film auch in der ARD ausgestrahlt.
Karl Ehrlich übernahm die Produktionsleitung. Julius von Borsody gestaltete die Filmbauten. Alfred Norkus sorgte für den Ton.

## Kritiken
Die Österreichische Kino Zeitung kritisierte, dass von der hier eigentlich zwingend notwendigen „österreichischen Atmosphäre nicht mehr viel übrig geblieben“ sei und aufgrund des Einsatzes eines bis 1945 vor allem im reichsdeutschen Film tätigen Regisseurs „ein kaltes Berliner Erzeugnis daraus wurde.“
Das Blatt „Neues Österreich“ schlug in dieselbe Kerbe. Auch hier wurde ein Generalangriff gegen die angebliche „Karl-May-Romantik“ postuliert und der sächsische Indianergeschichten-Schreiber als ein Lieblingsautor Hitlers bezeichnet. Dort hieß es: “Der Wurstelprater wurde, als die SS ihn in Brand setzte, mit ein Opfer der Karl-May-Gesinnung eines irregeführten Volkes. Anstatt den Anlass zur filmischen Arbeit in unserer Zeit zu suchen, stellte man das längst Verkohlte so gut es ging im Atelier wieder auf und ließ die Sängerknaben Rollen spielen, die sich mit ihrem Ansehen in der ganzen Welt kaum vereinbaren lassen.” Immerhin fand die Zeitung für die technischen Belange lobende Worte: “Der Film selbst ist technisch und schauspielerisch keineswegs übel. Er beweist, dass die österreichische Filmindustrie … alles zur Verfügung hätte, was sie braucht, um erfolgreich zu arbeiten.”.

„Leicht sentimentales Volksstück mit den Wiener Sängerknaben.“